# مانويل راي ريفيرو
مانويل راي ريفيرو هو ناشط حقوق الإنسان ورائد أعمال ومهندس وسياسي كوبي، ولد في 13 يونيو 1924، وتوفي في 12 نوفمبر 2013 ببورتوريكو في الولايات المتحدة.